# Rare and Unreleased
Rare and Unreleased è un album raccolta di demo e di brani inediti che il gruppo musicale Museo Rosenbach registrò nel periodo che intercorse tra la sua formazione e la pubblicazione del disco di esordio, Zarathustra.
In questo album sono presenti sia delle versioni strumentali, sia delle canzoni con dei testi differenti da quelle poi registrate nel loro debutto.
Nell'elenco dei musicisti che prende parte alla registrazione del disco appare anche il sassofonista e flautista Leonardo Lagorio, che lasciò il gruppo per unirsi ai Celeste prima che iniziassero le registrazioni di Zarathustra.

## Tracce
1. Zarathustra
2. Degli uomini
3. Della natura
4. Dell'eterno ritorno (strumentale)
5. Dopo
6. Look at Yourself
7. With a Little Help from My Friends
8. Shadows of Grief
9. Valentyne Suite
10. Dopo (versione in inglese)
11. Dell'eterno ritorno

## Formazione
- Enzo Merogno - chitarra
- Alberto Moreno - basso
- Giancarlo Golzi - batteria
- Pit Corradi - mellotron, organo Hammond, e-piano (Farfisa)
- Stefano "Lupo" Galifi - voce
- Leonardo Lagorio - sassofono, flauto